# Conservação marítima

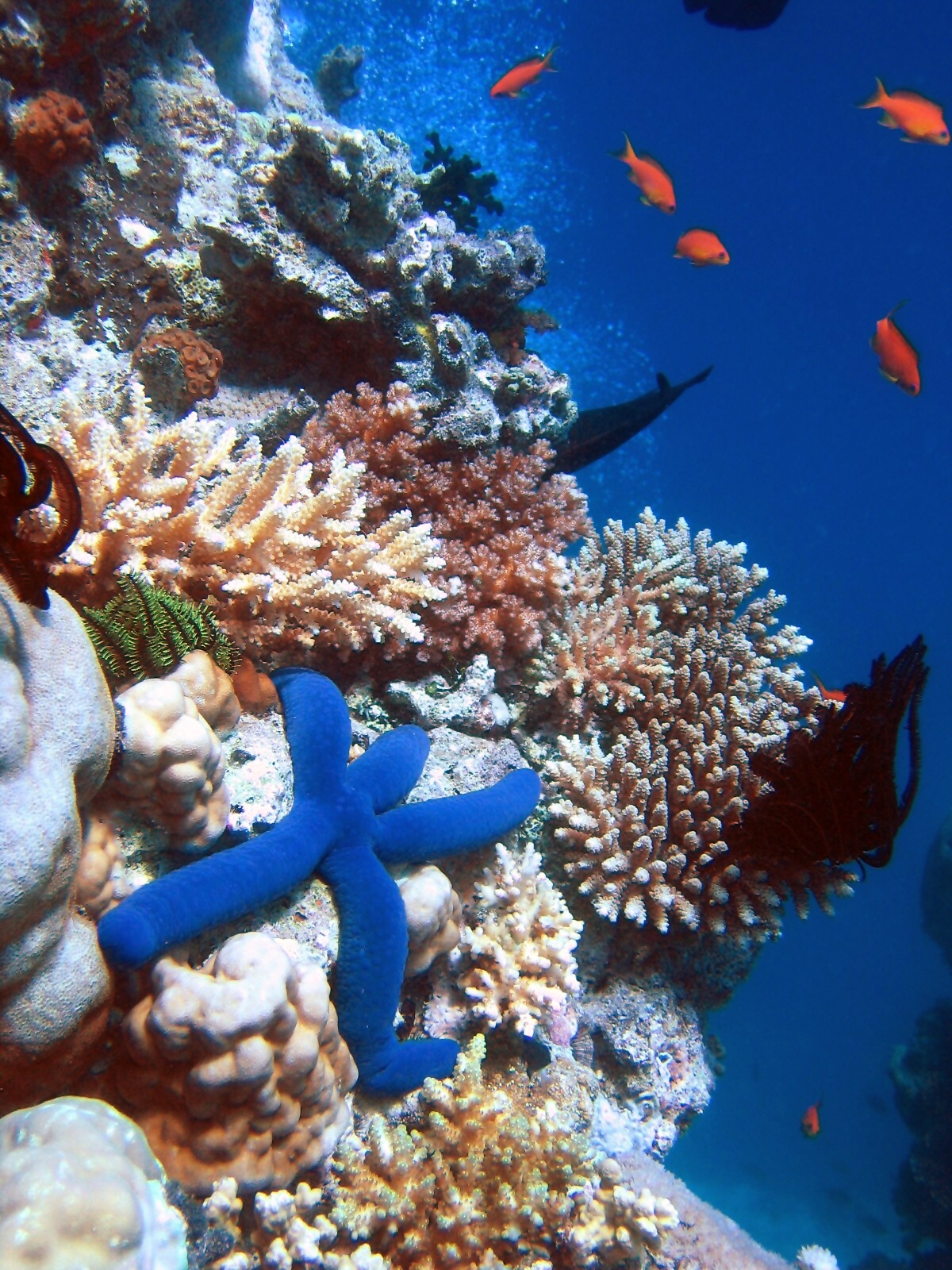
Os recifes de coral têm uma grande quantidade de biodiversidade.

A conservação marinha, também conhecida como conservação oceânica, refere-se ao estudo de plantas marinhas, recursos animais e funções do ecossistema. É a proteção e preservação dos ecossistemas nos oceanos e mares através de manejo planejado, a fim de impedir a sobre-exploração desses recursos. A conservação marinha é impulsionada pelos efeitos negativos manifestados no ambiente, como perda de espécies, degradação do habitat e alterações nas funções do ecossistema e se concentra na limitação de danos causados aos seres humanos aos ecossistemas marinhos, na restauração de ecossistemas marinhos danificados e na preservação de espécies e ecossistemas vulneráveis da vida marinha. A conservação marinha é uma disciplina relativamente nova que se desenvolveu como resposta a questões biológicas, como extinção e mudança de habitats marinhos.
Os conservacionistas marinhos confiam em uma combinação de princípios científicos derivados da biologia marinha, oceanografia e ciência da pesca, bem como em fatores humanos, como demanda por recursos marinhos e leis marinhas, economia e política, a fim de determinar como proteger e conservar espécies e ecossistemas marinhos. A conservação marinha pode ser descrita como uma sub-disciplina da biologia da conservação.

## Recifes de coral
Os recifes de coral são o epicentro de imensas quantidades de biodiversidade e são atores-chave na sobrevivência de ecossistemas inteiros. Eles fornecem a vários animais marinhos alimentos, proteção e abrigo que mantêm gerações de espécies vivas. Além disso, os recifes de coral são parte integrante da manutenção da vida humana, servindo como fonte de alimento (isto é, peixes e moluscos), bem como um espaço marinho para o ecoturismo, que fornece benefícios econômicos. Além disso, agora os seres humanos estão realizando pesquisas sobre o uso de corais como novas fontes potenciais para produtos farmacêuticos (ou seja, esteróides e anti-inflamatórios).
Infelizmente, devido ao impacto humano nos recifes de coral, esses ecossistemas estão se tornando cada vez mais degradados e necessitando de conservação. As maiores ameaças incluem sobrepesca, práticas destrutivas de pesca, sedimentação e poluição de fontes terrestres. Isso, em conjunto com o aumento de carbono nos oceanos, branqueamento de corais e doenças, significa que não há recifes intocados em nenhum lugar do mundo. Até 88% dos recifes de coral no sudeste da Ásia estão agora ameaçados, com 50% desses recifes com risco "alto" ou "muito alto" de desaparecer, o que afeta diretamente a biodiversidade e a sobrevivência de espécies dependentes de coral.
Isso é especialmente prejudicial para países insulares como Samoa, Indonésia e Filipinas, porque muitas pessoas dependem dos ecossistemas de recifes de coral para alimentar suas famílias e ganhar a vida. No entanto, muitos pescadores são incapazes de capturar o número de peixes que costumavam, por isso usam cada vez mais cianeto e dinamite na pesca, o que degrada ainda mais o ecossistema dos recifes de coral. Essa perpetuação de maus hábitos simplesmente leva ao declínio adicional dos recifes de coral e, portanto, perpetua o problema. Uma maneira de interromper esse ciclo é educar a comunidade local sobre por que a conservação de espaços marinhos que incluem recifes de coral é importante.

## Impacto humano
O aumento da população humana resultou em maior impacto humano nos ecossistemas. As atividades humanas resultaram em um aumento da taxa de extinção de espécies, o que causou uma grande diminuição na diversidade biológica de plantas e animais em nosso ambiente. Esses impactos incluem o aumento da pressão da pesca, incluindo a degradação e sobrepesca dos recifes, bem como a pressão da indústria do turismo, que aumentou nos últimos anos. A deterioração dos recifes de coral está principalmente ligada às atividades humanas - 88% dos recifes estão ameaçados por várias razões, conforme listado acima, incluindo quantidades excessivas de emissões de CO2 (dióxido de carbono). Os oceanos absorvem aproximadamente 1/3 do CO2 produzido pelos seres humanos, o que tem efeitos prejudiciais no ambiente marinho. Os níveis crescentes de CO2 nos oceanos alteram a química da água do mar, diminuindo o pH, conhecido como acidificação do oceano.

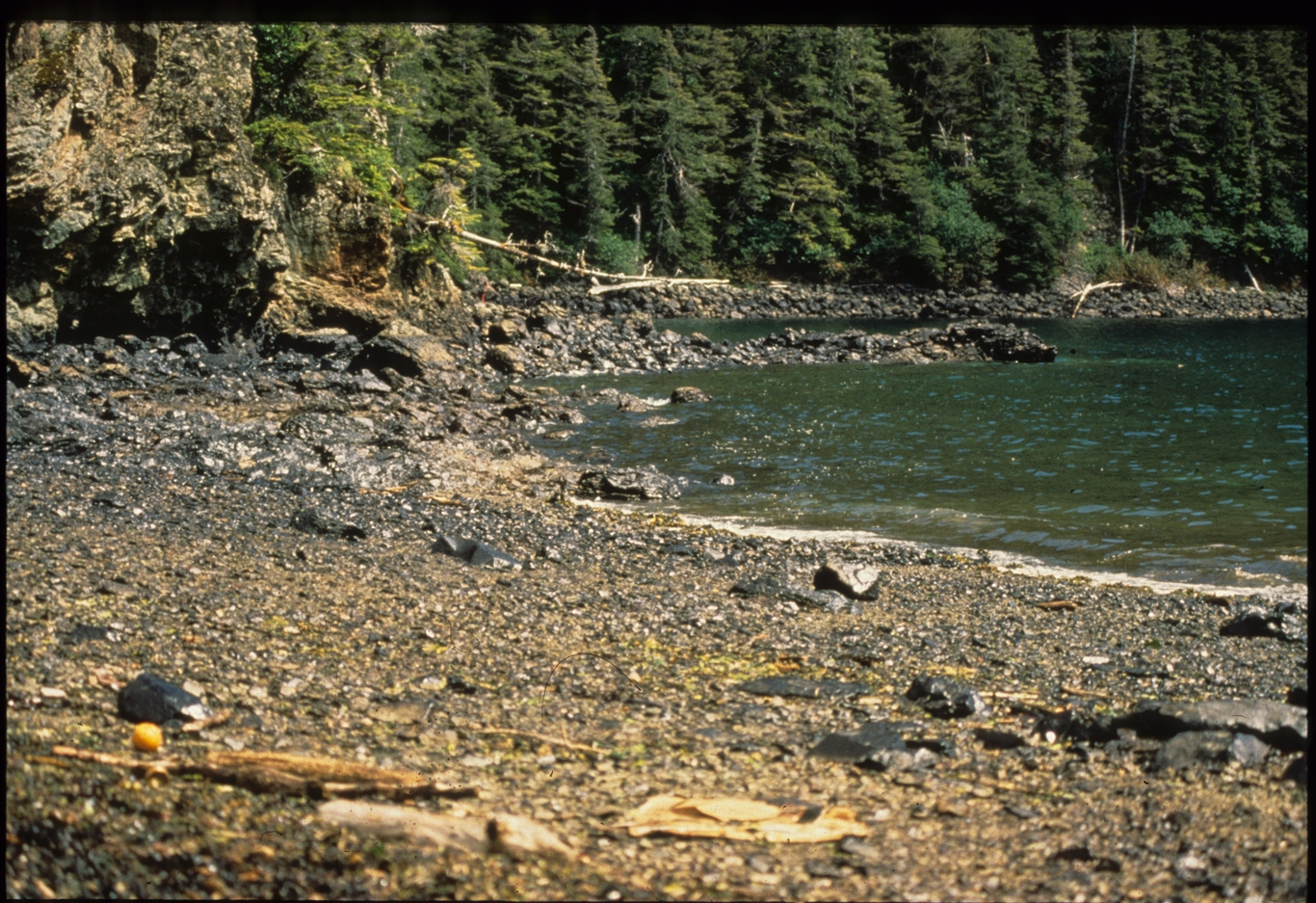
The remains from the Exxon Valdez Oil Spill after the 2nd treatment by oil spill workers in Alaska

Os derramamentos de óleo também afetam os ambientes marinhos, contribuindo para a poluição marinha como resultado da atividade humana. Os efeitos do óleo em peixes marinhos foram estudados após grandes derramamentos nos Estados Unidos.
O transporte marítimo é um vetor importante para a introdução de espécies marinhas exóticas, algumas das quais podem se tornar superabundantes e transformar ecossistemas. As colisões com navios também podem ser fatais para as baleias e podem afetar a viabilidade de populações inteiras, incluindo a população de baleias francas na costa leste dos Estados Unidos.

### Superpopulação
A superpopulação pode ocorrer quando a população de uma determinada espécie não pode ser controlada naturalmente ou por intervenção humana. O domínio de uma espécie pode criar um desequilíbrio em um ecossistema, o que pode levar ao desaparecimento de outras espécies e do habitat. A superpopulação ocorre predominantemente entre espécies invasoras.

#### Espécies introduzidas
O comércio marítimo internacional levou ao estabelecimento de muitas espécies marinhas além de suas faixas nativas. Algumas delas podem ter conseqüências adversas, como a estrela do mar do Pacífico Norte, introduzida na Tasmânia, na Austrália. Os vetores para a translocação de organismos incluem a bioincrustação do casco, o despejo de água de lastro e o despejo de água de aquários marinhos. Estima-se que um tanque de água de lastro contenha cerca de 3.000 espécies não-nativas. Uma vez estabelecido, é difícil erradicar um organismo exótico de um ecossistema.
A Baía de São Francisco é um dos lugares mais impactados por espécies estrangeiras e invasoras no mundo. Segundo a organização Baykeeper, 97% dos organismos da Baía de São Francisco foram comprometidos pelas 240 espécies invasoras que foram trazidas para o ecossistema. Espécies invasoras na baía, como o molusco asiático, mudaram a cadeia alimentar do ecossistema ao esgotar as populações de espécies nativas, como o plâncton. O molusco asiático obstrui os tubos e obstrui o fluxo de água nas instalações de geração elétrica. A presença deles na baía de São Francisco custou aos Estados Unidos cerca de um bilhão de dólares em danos.

## Técnicas
Estratégias e técnicas para a conservação marinha tendem a combinar disciplinas teóricas, como a biologia populacional, com estratégias práticas de conservação, como a criação de áreas protegidas, como as áreas marinhas protegidas (AMPs) ou Áreas de Conservação Marinha Voluntária. Essas áreas protegidas podem ser estabelecidas por várias razões e visam limitar o impacto da atividade humana. Essas áreas protegidas operam de maneira diferente, incluindo áreas com fechamentos sazonais e / ou fechamentos permanentes, bem como vários níveis de zoneamento que permitem às pessoas realizar diferentes atividades em áreas separadas; incluindo velocidade, sem captura e zonas multiuso.
Outras técnicas incluem o desenvolvimento de pescarias sustentáveis e a restauração de populações de espécies ameaçadas por meios artificiais.
Outro foco dos conservacionistas é restringir as atividades humanas que são prejudiciais aos ecossistemas ou espécies marinhas por meio de políticas, técnicas como cotas de pesca, como as estabelecidas pela Organização das Pescarias do Noroeste do Atlântico, ou leis como as listadas abaixo. É fundamental reconhecer a economia envolvida no uso humano dos ecossistemas marinhos, assim como a educação do público sobre questões de conservação. Isso inclui educar os turistas que chegam a uma área que pode não estar familiarizada com certos regulamentos sobre o habitat marinho. Um exemplo disso é um projeto chamado Green Fins, com base no sudeste da Ásia, que usa a indústria de mergulho para educar o público. Este projeto, implementado pelo PNUMA, incentiva os operadores de mergulho a educar seus alunos sobre a importância da conservação marinha e incentiva-os a mergulhar de uma maneira ambientalmente amigável que não danifique os recifes de coral ou os ecossistemas marinhos associados.